# Kiwa (mytologi)
Kiwa är en av de manliga väktarna över havet inom mytologin hos vissa maoriska stammar på östkusten av Nordön och på Nya Zeeland.